# Aechmea saxicola
Espèce
Classification phylogénétique
Aechmea saxicola est une espèce de plantes à fleurs de la famille des Bromeliaceae, endémique de la forêt atlantique (mata atlântica en portugais) au Brésil.

## Synonymes
- Aechmea hostilis E.Pereira[1] ;
- Chevaliera hostilis (E.Pereira) L.B.Sm. & W.J.Kress[1] ;
- Chevaliera saxicola (L.B.Sm.) L.B.Sm. & W.J.Kress[1].

## Distribution
L'espèce est endémique des États côtiers d'Espírito Santo et de Rio de Janeiro au Brésil.

## Description
L'espèce est épiphyte.